# FlyEye (télescope)
FlyEye  (Œil de mouche) ou NEOSTEL (acronyme de Near Earth Object Survey TELescope) est un réseau de télescopes terrestres développé sous l'égide de l'Agence spatiale européenne qui a pour mission d'effectuer un relevé astronomique systématique des astéroïdes géocroiseurs. Pour remplir leur objectif ces télescopes disposent d'une optique dont l'architecture permet d'observer un large champ de vue (44 degrés carrés). Deux prototypes destinés à valider le traitement des données sont opérationnels à La Silla (Chili) et  en Espagne. 
FleEye est un des principaux projets du programme de défense planétaire de l'Agence spatiale européenne. Celle-ci envisage de disposer à terme de quatre à cinq télescopes répartis dans les deux hémisphères à des longitudes différentes.

## Contexte
En septembre 2014 l'Agence spatiale européenne  engage la réalisation d'un premier télescope qui doit effectuer un relevé systématique des objets géocroiseurs (comète et astéroïde) c'est-à-dire coupant ou approchant l'orbite terrestre. Ce projet  est un des volets de son programme Space Situational Awareness (SSA) qui comprend également la mise au point de techniques permettant de détourner un objet géocroiseur qui menacerait la Terre. L'agence spatiale décide de financer un télescope doté d'une ouverture d'un mètre et utilisant une optique de type œil de mouche  permettant de disposer d'un champ de vue étendu (45°). Un premier contrat de 1 million € est signé avec la société italienne CGS S.p.A. (devenu par la suite OHB Italie) et plusieurs sous-traitants européens pour détailler les spécifications techniques. Le télescope doit être le prototype d'une série de quatre.
Deux télescopes de 56 centimètres installés à la station de Cebreros près de Madrid (TBT1 : Test-Bed Telescope 1) et à La Silla au Chili (TBT2) sont inaugurés en 2021 dans le but de valider les automatismes (ordonnancement des observations, contrôle à distance en temps réel et traitement automatique des données) qui seront mis en œuvre pour les télescopes FlyEye,,. 
Début 2016 l'Agence spatiale européenne confie la construction du premier télescope à un consortium d'entreprises emmené par la filiale d'OHB implantée à Milan (Italie). En novembre 2018 l'Agence spatiale européenne confie à l'agence spatiale italienne (ASI) la construction de l'infrastructure du premier télescope opérationnel au sommet du mont Mufara (1 865 m.) en Sicile : route, alimentation électrique, etc. tandis que l'Agence spatiale européenne finance le télescope et le bâtiment qui doit l'abriter. 
L'instrument reçoit sa première lumière provisoire sur son site de test au centre de géodésie spatiale de l'ASI à Matera en mai 2025, avant d'être acheminé au Mont Mufara. 
Le télescope FlyEye-1 doit entrer en service fin 2025, début 2026 (initialement prévu en 2019).

## Optique
L'optique de FlyEye comprend un miroir primaire de 1,18 mètre de diamètre (l'obstruction centrale de 60 cm de diamètre réduit de 20% le rayonnement collecté) qui dirige la lumière vers un séparateur de faisceaux. Celui-ci divise le rayonnement et le dirige vers 16 télescopes secondaires ayant chacun un champ de vue de 1,67° x 1,67°. Chaque télescope secondaire dispose d'un détecteur CCD de qualité astronomique, reflétant l'état de l'art, comprenant 16 mégapixels. Le rayonnement observé se situe en lumière visible (450-770 nm). Cette architecture permet de disposer d'un champ de vue très étendu de 6,7 x 6,7°. La résolution spatiale du télescope est de 1,5 seconde d'arc ce qui lui permet de détecter des objets ayant une magnitude apparente de 21,5. La longueur focale du télescope est de 2 mètres. L'ensemble optique utilise une monture équatoriale. Le dôme a un diamètre de l'ordre de 13 à 15 mètres. Le télescope fonctionne de manière automatique. Il est capable de balayer les deux tiers du ciel trois fois par nuit.